# Un pianeta in debito
Un pianeta in debito (IOU: The Debt Threat and Why We Must Defuse It) è un saggio di Noreena Hertz pubblicato nel 2005, che tratta della problematica del debito dei paesi del terzo mondo.

## Argomentazioni
Il libro inizia raccontando la crociata del leader degli U2, Bono Vox, a favore della cancellazione del debito e ripercorre la storia di questo fenomeno a partire dal primo dopoguerra, analizzando le sue origini e le motivazioni della sua crescita esponenziale, in rapporto all'evoluzione dell'economia e del mercato mondiali. L'autrice esamina le posizioni assunte dalla Banca Mondiale, dal Fondo monetario internazionale e dai governi dei singoli paesi creditori. Nel volume si rileva come non siano state mantenute le promesse fatte dai paesi creditori nella riunione del G8 di Ginevra del 1999 e come le diverse istituzioni sovranazionali si siano limitati a prescrivere ai paesi debitori aggiustamenti strutturali economici senza tener conto delle specificità delle economie locali. Il libro analizza inoltre le responsabilità dei governi dei paesi debitori, considerati spesso corretti e disonesti, con il peso del debito gravante soprattutto sulle popolazioni locali, che l'autrice ritiene costrette a vivere nell'indigenza.
La questione del debito non viene considerata solo una questione etica, ma viene ritenuta controproducente in quanto la disparità sociale e di tenore di vita esistente tra paesi creditori e debitori viene considerata causa dell'aumento del terrorismo e dell'immigrazione clandestina, nonché del ritorno di malattie ritenute debellate. Ne viene influenzata la stessa questione della salvaguardia dell'ambiente naturale, in quanto questa non può essere garantita in mancanza delle condizioni di vita accettabili per la popolazione.
L'opera si conclude con alcune proposte dell'autrice, che parte dalla considerazione che molti dei debiti gravanti sui paesi del terzo e quarto mondo siano in realtà inesigibili in quanto illegittimi: i debiti sarebbero infatti stati contratti da regimi non legittimati dal consenso democratico e i fondi ottenuto sarebbero stati utilizzati contro gli interessi delle popolazioni indebitate. Le proposte presuppongono che all'apatia e all'indifferenza di chi crede che questi problemi non lo riguardino, si sostituisca una mobilitazione sociale.

## Edizioni
- Edizione originale: IOU: The Debt Threat and Why We Must Defuse It, 2005. ISBN 0-00-717899-9
- Prima edizione italiana, Un pianeta in debito, Milano: Ponte delle Grazie, 2005. ISBN 88-7928-759-1